# 大陵增十三
大陵增十三，即英仙座θ（θ Persei），是一个位于英仙座的联星系统，距离地球约37光年。
大陵增十三主星是一颗淡黄色F7V型主序星，比太阳稍大，亮度稍高。伴星是一颗红矮星，光谱类型为M1V，距离主星250AU。